# Stade Onésio Brasileiro Alvarenga
Le Stade Onésio Brasileiro Alvarenga (en portugais : Estádio Onésio Brasileiro Alvarenga), également connu sous le nom de Stade Vila Nova (en portugais : Estádio Vila Nova) ou encore de Stade OBA (en portugais : Estádio OBA), et également surnommé Obabonera, est un stade de football brésilien situé dans la ville de Goiânia, dans l'État du Goiás.
Le stade, doté de 11 788 places et inauguré en 1980, sert d'enceinte à domicile à l'équipe de football du Vila Nova Futebol Clube.
Le stade porte le nom d'Onésio Brasileiro Alvarenga, ancien joueur et dirigeant du Vila Nova, à l'origine de la professionnalisation du club.

## Histoire
Le stade ouvre ses portes en 1980. Il est inauguré lors d'un match nul 2-2 en amical entre les locaux du Vila Nova FC et de l'Internacional devant 15 000 spectateurs (record d'affluence au stade encore à ce jour).